# Coleomyia alticola
Coleomyia alticola är en tvåvingeart som beskrevs av James 1941. Coleomyia alticola ingår i släktet Coleomyia och familjen rovflugor. Inga underarter finns listade i Catalogue of Life.